# Верховский, Александр Васильевич
Александр Васильевич Верховский (1895—1992) — советский и российский учёный, доктор технических  наук, профессор.
Автор более 20 научных работ.

## Биография
Родился 16 октября (28 октября по новому стилю) 1895 года в Санкт-Петербурге в дворянской семье: отец — Василий Парфеньевич, был директором 1-го кадетского корпуса в Санкт-Петербурге в чине генерал-майора; мать — Ольга Александровна (в девичестве Краевская) происходила из смоленских дворян, занималась воспитанием детей, которых в семье было — пятеро сыновей и три дочери.
В 1914 году окончил частное реальное училище А. И. Гельда и поступил в Харьковский технологический институт, где проучился один год, после чего перевелся сначала в Петроградский технологический институт, затем (в 1917 году) — в Томский технологический институт (ныне Томский политехнический университет), который окончил в 1919 году по специальности «машиностроение».
По окончании вуза трудовую деятельность, работал механиком в Томском протезном институте и техником управления Томской железной дороги. В 1921 году стал работать в Томском технологическом институте и уже в 1922 году был избран на должность ассистента при кабинете прикладной механики. В 1928 году при участии Александра Верховского в институте была организована специальность сельхозмашиностроения, кафедрой которой он заведовал. Верховский создал лабораторию по сельскохозяйственным машинам, вел научно-исследовательскую работу. В 1931 году вместе с выделившимся из ТТИ институтом сельскохозяйственного машиностроения перевелся в Новосибирск, где проработал следующие два года. Одновременно руководил конструкторской группой на заводе «Сибкомбайн». В 1933 году он вернулся в Томск и стал заведующим кафедрой сельскохозяйственных машин в Томском индустриальном институте (так в то время назывался вуз), а также заведующим отделом прикладной механики (с 1937 года).
В мае 1939 года защитил диссертацию на соискание ученой степени кандидата технических наук. Решением ученого совета ТИИ диссертация была признана заслуживающей присуждения степени доктора технических наук. В сентябре 1939 года, согласно решению ученого совета Томского института и ВАК при Всесоюзным комитете по делам высшей школы, А. В. Верховскому была присуждена ученая степень доктора технических наук без защиты диссертации; одновременно он был утвержден в ученом звании профессора по кафедре прикладной механики. В годы Великой Отечественной войны в механической лаборатории ТИИ вёл исследования и провёл несколько тысяч экспертиз для оборонных и промышленных предприятий Томска. В Томском политехническом институте (так стал называться вуз) трудился до 1948 года. Читал в нём лекционные курсы «Прикладная механика», «Детали машин», «Сельскохозяйственные машины», «Общая теория машин», «Теория пространственных механизмов» и «Подъемные краны». Занимался общественной деятельностью — был членом секции научных работников ТПИ, работал в месткоме вуза. Одновременно работал профессором на кафедре теоретической механики физико-математического факультета Томского государственного университета. Затем с 1948 по 1971 год заведовал кафедрой сопротивления материалов Горьковского политехнического института (ныне Нижегородский государственный технический университет имени Р. Е. Алексеева).
Умер 9 февраля 1992 года в Москве, похоронен на Митинском кладбище.
В Государственном архиве Томской области имеются документы, относящиеся к А. В. Верховскому.

### Семья
А. В. Верховский был женат первым браком на Нине Алексеевне (в девичестве Воскресенская, 1896—1970), дочери священника, выпускнице Сибирских Высших женских курсов и Томского государственного университета, кандидат биологических наук. Вторым браком — на Ольге Константиновне (в девичестве Рябцева, 1908—1981), выпускнице Томского государственного педагогического университета. Во втором браке были дети: Людмила (род. 1938) и Кира (род. 1940).

## Заслуги
- Был награжден орденами Ленина (1953), Трудового Красного Знамени (1946) и «Знак Почета» (12.12.1940, «в ознаменование 40-летнего юбилея Томского индустриального института имени С. М. Кирова, за выдающиеся заслуги в деле подготовки высококвалифицированных инженерных кадров»), а также медалями «За доблестный труд в Великой Отечественной войне 1941-1945 гг.» (1946), «За доблестный труд. В ознаменование 100-летия со дня рождения В. И. Ленина» (1970).